# Николай Михайлович и энтомология

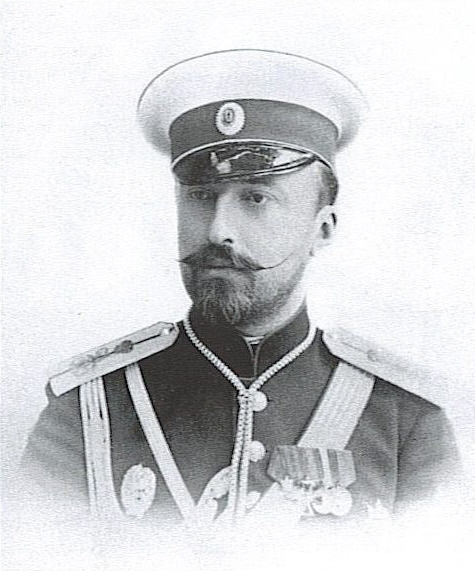
Молодой Николай Михайлович. Фотография, предположительно, 1875 года.

Великий князь Николай Михайлович (Романов) (1859, Царское Село, близ Санкт-Петербурга — 1919, Петроград) — русский генерал от инфантерии, историк и энтомолог (старший сын великого князя Михаила Николаевича и Ольги Федоровны, внук Николая I, дядя Николая II), который сыграл заметную роль в становлении и развитии отечественной лепидоптерологии.
Проживая вдали от Петербурга, на Кавказе, в имении Ликани недалеко от Боржоми, с детских лет увлёкся естествознанием и энтомологией в частности, в связи с чем начал коллекционировать бабочек. Его, на то время ещё детское увлечение, поддерживали энтомологи Густав Иванович Сиверс, Александр Каспарович Беккер, а также натуралист и лесничий из Лагодехи на Кавказе Людвик Млокосевич, которые начиная с 1870 года (на то время Николаю Михайловичу было 11 лет) занимались для него сборами бабочек. Они же стали его первыми учителями в области энтомологии и лепидоптерологии. Домашние считали данное увлечение и занятие Романова лишь временными и изначально не придавали им особого значения. Но со временем, благодаря целеустремленности и организаторской работе по изучению бабочек, увлечения не угасли и позволили Николаю Михайловичу в конце концов занять видное место в истории развития лепидоптерологии в России.
Николаю Михайловичу принадлежит большая роль в развитии отечественной лепидоптерологии. Он проводил сборы бабочек, даже находясь на театре военных действий в Карской области. Так, экземпляр одного из открытых им новых видов был пойман в его походной палатке. На протяжении 10 лет Николай Михайлович всё своё свободное время посвящал изучению чешуекрылых Кавказа.
В 1877 году Николая Михайловича избирали членом Французского энтомологического общества. А в 1878 году он был принят в члены Русского энтомологического общества, которое на то время находилось под покровительством его дяди — Великого князя Константина Николаевича. 2 ноября 1881 года Николай Михайлович принял предложение Общества стать его почётным президентом, на должности которого пробыл до 1917 года.
Располагая обширными финансовыми средствами Николай Михайлович привлек весьма широкий круг натуралистов к сборам чешуекрылых для своей коллекции. В 1880 году он нанял Гуго Теодора Христофа (1831—1894), который до конца своей жизни собирал материалы для Великого князя, не забывая однако и свою коллекцию. Он посетил многие районы Закавказья, найдя там целый ряд новыx видов и форм подвидового ранга. Впоследствии Г. Т. Христоф стал хранителем коллекции Николя Михайловича. Отношения с Христофом, который также стал его первым наставником в лепидоптерологии, он сильно ценил. Тяжело переживая его кончину в 1894 году, Романов сам нёс его гроб.
Впоследствии Николай Михайлович также установил весьма тесные контакты с С. Н. Алфераки и Г. Е. Грумм-Гржимайло, финансируя для последнего экспедиции на мало изученный тогда Памир, с условием, что часть сборов чешуекрылых поступит в его полное распоряжение. Дружба с Алфераки продолжалась до конца жизни.

## Коллекция
Н. М. Романов увлечённо и с большим размахом занимался коллекционированием чешуекрылых, любыми способами способствуя развитию отечественной лепидоптерологии, поощряя начинающих энтомологов, постоянно организовывая на свои денежные средства научные экспедиции в разные части Российской империи и прилегающие страны.
Николай Михайлович смог собрать крупнейшую на то время в России коллекцию чешуекрылых, состоящую из 110 220 экземпляров, включающих 13 904 видов. В том числе в коллекции насчитывалось 18 258 экземпляров булавоусых бабочек Палеарктики и 51 238 экземпляров разноусых бабочек (ночных, включая 18 988 микрочешуекрылых).
Тогдашние энтомологи характеризовали её как чрезвычайно полную во всех отношениях, и главным достоинством считали удивительно богатый видами, один из первых в мире, подбор видов фауны Палеарктики — области, охватывающей Европу, Северную Африку и Азию умеренного климата. Коллекция включала типовые экземпляры таксонов, описанных самим Николаем Михайловичем и целым рядом известных лепидоптерологов своего времени, сотрудничавших с ним: Г. Т. Христофом, С. Н. Алфераки, Н. Г. Ершовым, Г. Е. Грумм-Гржимайло, В. Гедеманом, Э. Л. Рагоно, Ю. Кеннелем, О. Штаудингером и др. Помимо их сборов, в коллекции были бабочки, собранные А. Беккером, Г. И. Сиверсом (управляющим делами Николая Михайловича) и др. С 1880 года для управления коллекцией Николай Михайлович привлек энтомолога Гуго Теодора Христофа, а в 1887 году Сергея Николаевича Алфераки, купив коллекцию последнего.
В 1900 году коллекция вмещалась в 30 шкафах и была безвозмездно подарена Зоологическому музею Императорской академии наук в Санкт-Петербурге. Куратор музея отмечал, что это было «самое ценное и самое крупное поступление за всё существование Зоологического музея». Один шкаф с коллекционными материалами был также в 1900 году передан Кавказскому музею в Тифлисе (ныне Государственный музей Грузии при Президиуме АН Грузии). Коллекция полностью сохранилась в тех же шкафах до сегодняшних дней в фондах Зоологического музея РАН в Санкт-Петербурге. Большинство экземпляров бабочек этой коллекции снабжено этикетками на белой бумаге с изображением царской короны и надписью в три строки: «Колл. Вел. Князя / Николая / Михайловича».

## Труды
Другим итогом деятельности в области энтомологии является 9-томное издание «Mémoires sur les Lépidoptères» («Научные исследования („мемуары“) по чешуекрылым»), известные как «Работы Романова» (1884—1901 годы), выходившее в Петербурге под его редакцией на французском и немецком языках. Первый том был опубликован в свет в 1884 году в Петербурге и начинался (как и два следующих) с работы самого Н. М. Романова по чешуекрылым Кавказа, изучением и сбором которых он занимался на то время. В этих же томах публиковались статьи европейских (О. Штаудингера, П. Шнеллена, К. Фиксена и др.) и отечественных (Н. Г. Ершова, С. Н. Алфераки, Г. Ф. Христофа, Г. Е. Грум-Гржимайло и др.) лепидоптерологов. Издание сопровождалось цветными иллюстрациями бабочек на различных стадиях развития, выполненными с высокой точностью. Печатная промышленность того времени не давала возможности создать качественные цветные иллюстрации, поэтому специальной литографо-офсетной печатью печатались только контуры бабочек, которые потом от руки раскрашивались акварельными красками. По финансовым и техническим причинам часть тиража так и осталась нераскрашенной.
Издания сейчас являются библиографической редкостью, но ими до сих пор пользуются, так как они содержат первоописания десятков видов, в них приводились первые фаунистические списки для различных, в том числе отдаленных частей России и сопредельных территорий от Приамурья и Камчатки до Средней Азии, Тибета, Монголии и Кореи.
Фундаментальный труд «Чешуекрылые Закавказья» содержит описания 1125 видов — на сегодняшний день это самая полная сводка данных но этому региону. К основным трудам Н. М. Романова также относятся:
- Romanoff N. M., 1879: Quelques observations sur les Lépidoptères de la partie du Haut-Plateu Arménien, comprise entre Alexandropol, Kars et Erzéroum.- Horae Soc. entomol. Ross., 14: 483—495.
- Romanoff N. M., 1882: Une nouvelle Colias du Caucase.- Horae Soc. entomol. Ross., 17: 127—134, pl. 4, 5.
- Romanoff N. M., 1884: Les Lépidoptères de la Transcaucasie. Ire Partie.- Mémoires sur les Lépidoptères / Réd. N. M. Romanoff.- St.-Pétersbourg : Stas-sulewitsch, Vol. 1: 1-92, pl. 1-5.

## Открытые виды
Николай Михайлович описал 10 новых таксонов бабочек. Среди них белянка Colias olga (сейчас рассматривается подвидом Colias caucasica), названная им в честь матери — Великой княгини Ольги Фёдоровны и кавказский подвид Papilio alexanor orientalis.
Виды и подвиды бабочек, открытые и названные Н. М. Романовым из Закавказья:
- Hepialus mlokossevitschi Romanoff, 1884 = Triodia mlokossevitschi (Romanoff, 1884) [Hepialidae, тонкопряды];
- Sesia dioctriiformis Romanoff, 1884 = Euhagena palariformis (Lederer, 1858) [Sesiidae, стеклянницы];
- Zygaena cambysea rosacea Romanoff, 1884 [Zygaenidae, пестрянки];
- Arctia villica confluens Romanoff, 1884 [Erebidae, Arctiinae, медведицы];
- Papilio alexanor orientalis Romanoff, 1884 [Papilionidae, парусники];
- Colias olga Romanoff, 1882 = Colias caucasica olga [Pieridae, белянки].

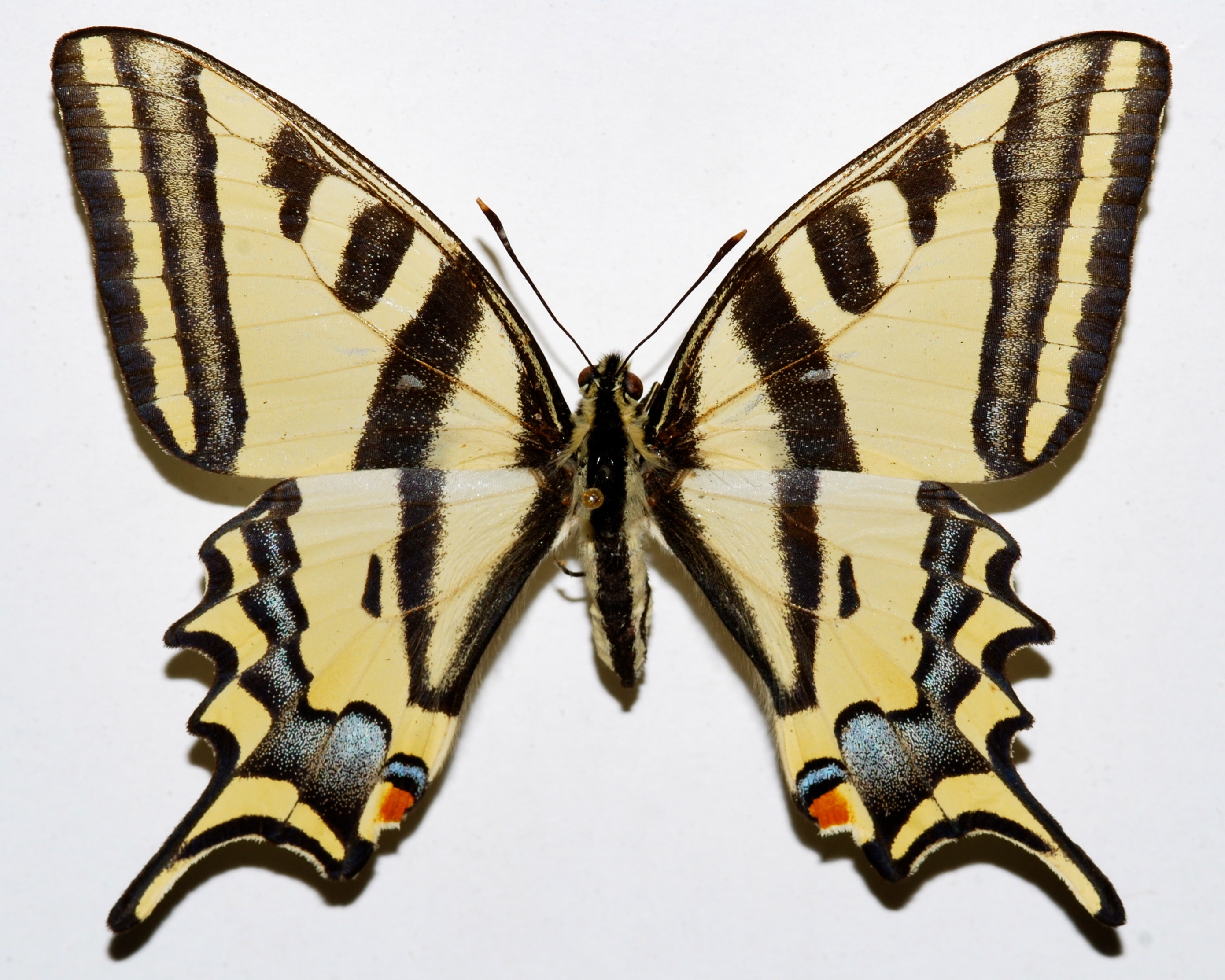
Papilio alexanor orientalis — подвид впервые описанный Романовым в 1884 году из Закавказья
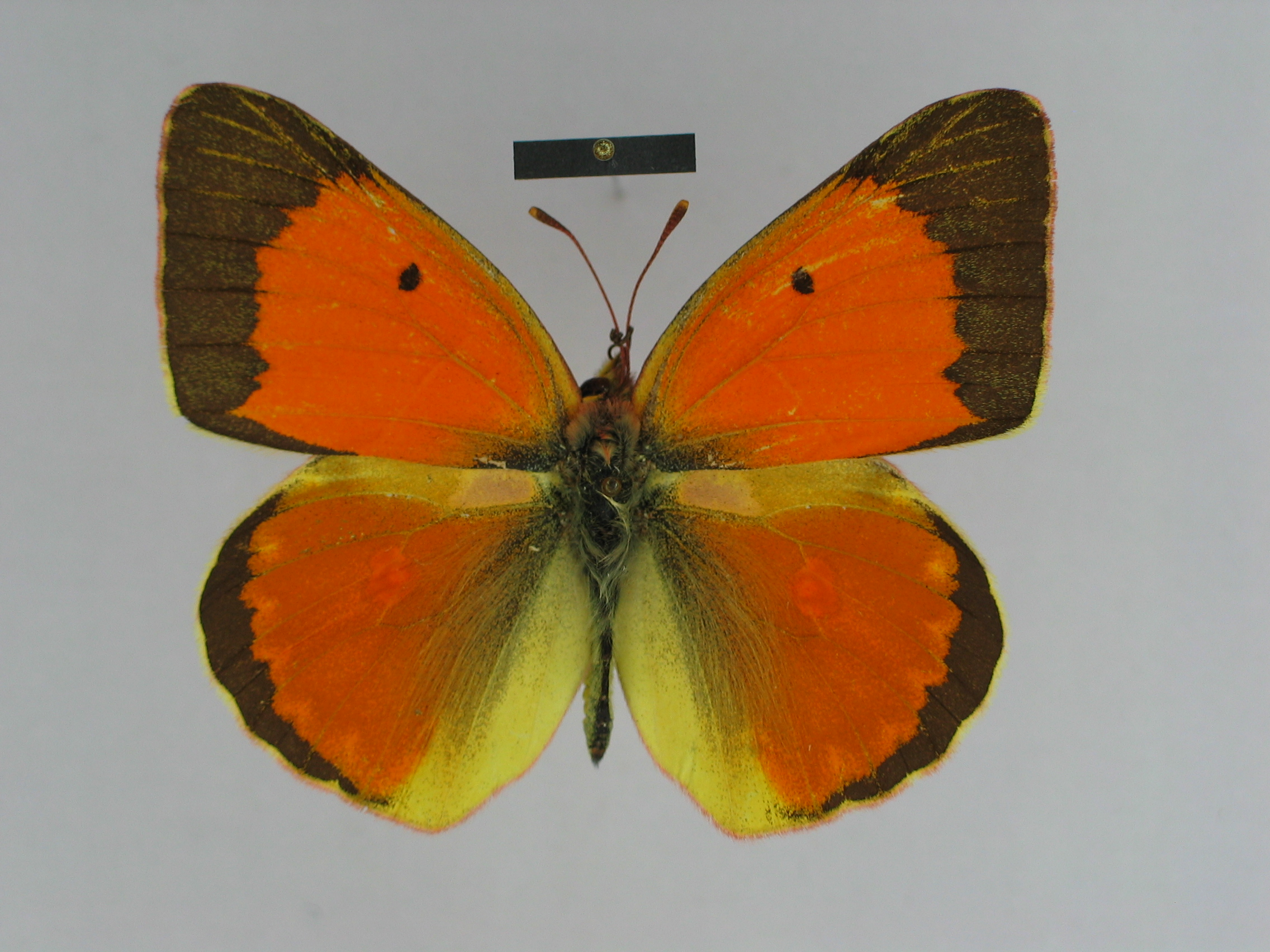
Colias caucasica olga, впервые описанная Николаем Михайловичем как самостоятельный вид Colias olga в 1882 году

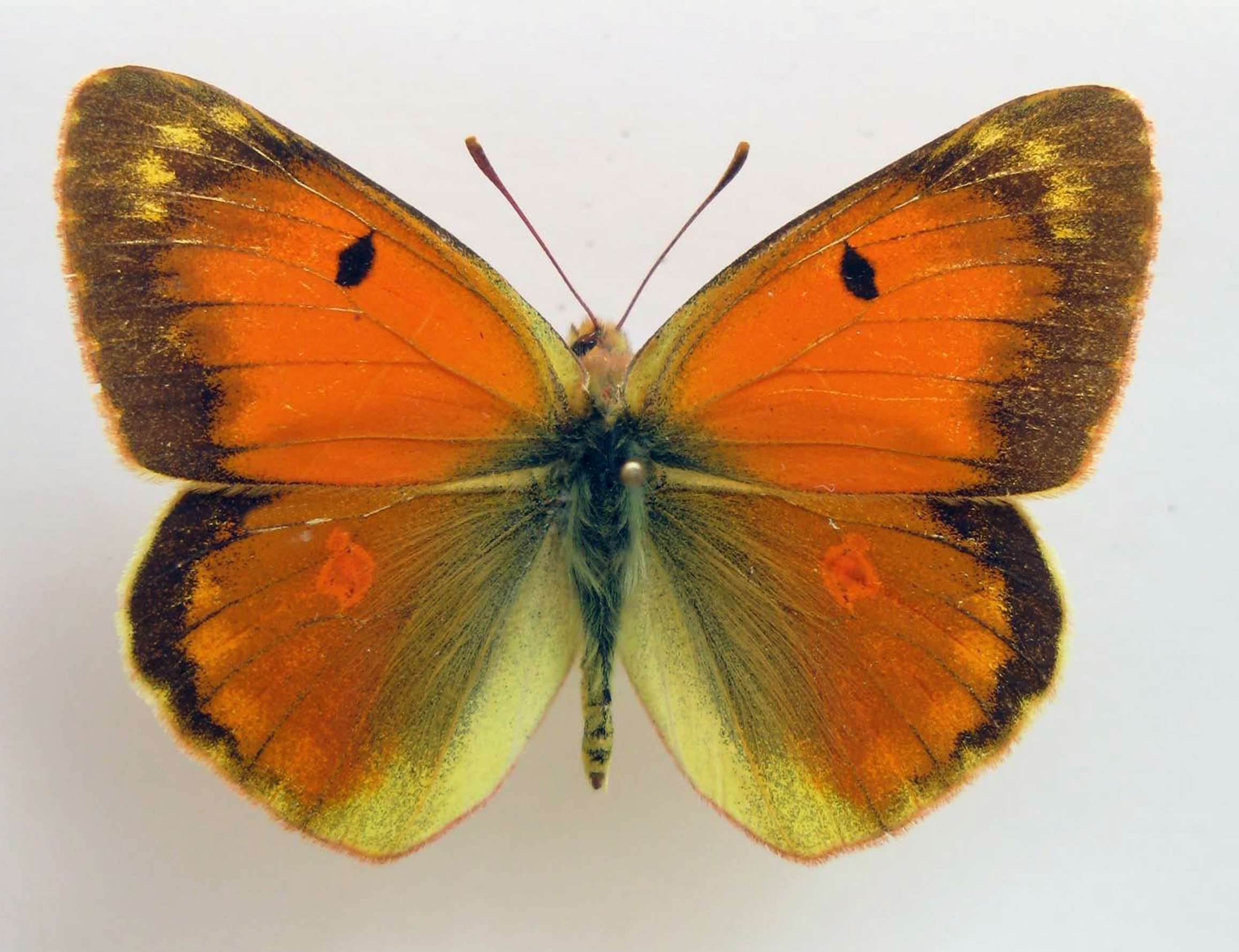
Желтушка Романова — дневная бабочка, названная в честь Николая Михайловича

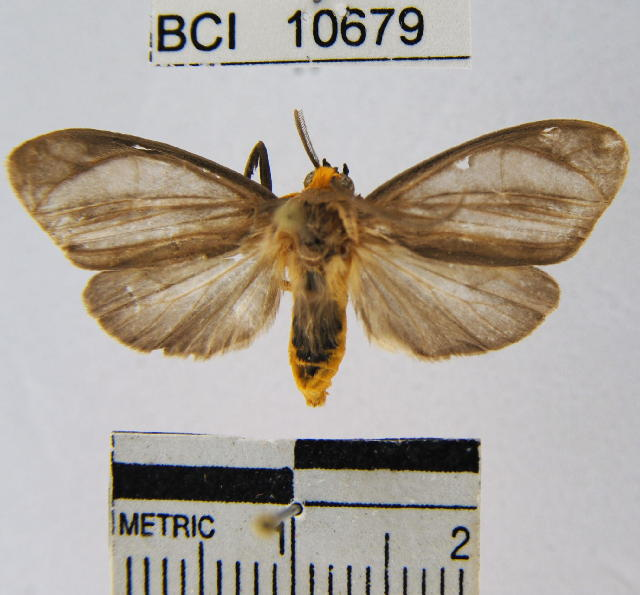
Tricypha imperialis, первоначально описанная под названием Romanoffia imperialis

В честь самого Николая Михайловича названо 18 таксонов насекомых, демонстрируя тем самым признательность за его труды.
Виды и подвиды, названные в честь Н. М. Романова:
- Желтушка Романова (Colias romanovi, Grum-Grshimailo, 1885) — вид бабочек из семейства белянок;
- Шашечница Романова (Melitaea romanovi, Grum-Grshimailo, 1891) — вид бабочек из семейства нимфалид;
- Томарес Романова (Tomares romanovi, (Christoph, 1882)) — вид бабочек из семейства голубянок.
- Parnassius charltonius romanovi (Grum-Grshimailo, 1885) — подвид аполлона Чарльтона.
- род Romanoffia Heylaerts, 1885 на основании типового вида рода Romanoffia imperialis (Heylaerts, 1884). Изначально таксон был отнесен к семейству древоточцов, затем Hampson в 1901 году переместил его в состав семейства Arctiidae. Сейчас род Romanoffia сведен в синонимы рода Tricypha.
- Жужелица Романова (Carabus (Aristocarabus) romanowi, Semenov, 1897) — вид жуков из семейства жужелиц.